# Ōzu
Ōzu (jap. 大洲市 -shi) ist eine Stadt in der Präfektur Ehime an der Nordküste der Insel Shikoku in Japan.

## Geographie
Ōzu liegt südwestlich von Matsuyama und nördlich von Uwajima.

## Geschichte
Ōzu ist eine alte Burgstadt. Sie wurde mit einigen Eingemeindungen am 1. September 1954 zur Stadt erhoben.

## Sehenswürdigkeiten
- Burg Ōzu

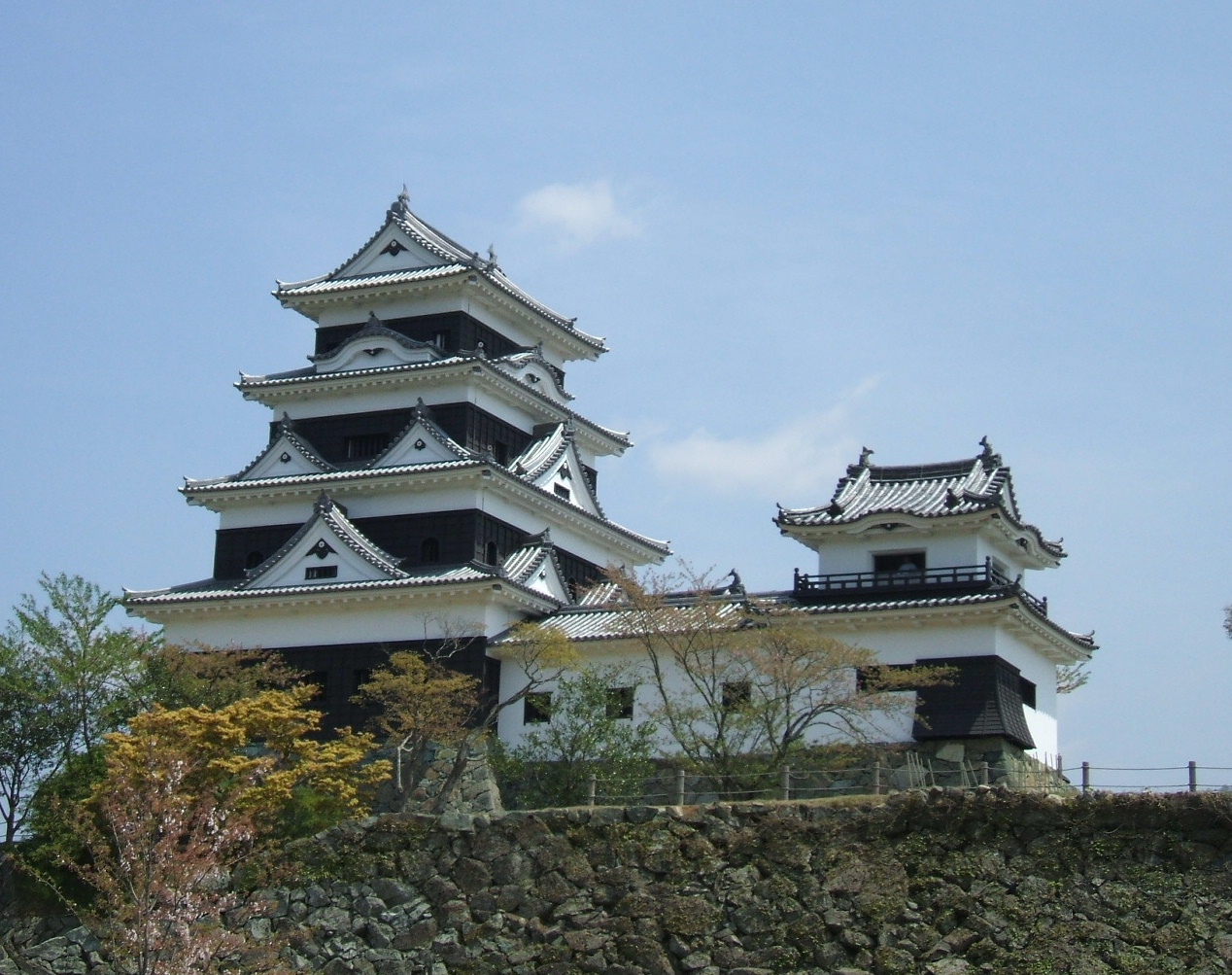
Burg Ōzu

- Aoshima, auch „Insel der Katzen“ genannt

## Verkehr
- Straße:
  - Matsuyama-Autobahn
  - Nationalstraßen 56, 197, 378, 441
- Zug:
  - JR Yosan-Linie: nach Takamatsu oder Uwajima
  - JR Uchiko-Linie

## Angrenzende Städte und Gemeinden
- Yawatahama
- Seiyo
- Iyo
- Uchiko

## Persönlichkeiten
- Shunki Higashi (* 2000), Fußballspieler